# رایتالاولا
رایتالاولا (به لاتین: Raithalawela) یک منطقهٔ مسکونی در سری‌لانکا است که در استان مرکزی (سری‌لانکا) واقع شده‌است.